# Nuestro tiempo
Nuestro tiempo és una pel·lícula dramàtica mexicana dirigida, escrita i protagonitzada per Carlos Reygadas. Va ser estrenada en la competició principal de la 75a Mostra Internacional de Cinema de Venècia de 2018. Es va estrenar en cinemes mexicans el 28 de setembre de 2018.

## Argumento
Compte la història de la vida d'una família dedicada a la criança de toros, amb un ranxo situat a Mèxic administrat per Ester (Natalia López) i de Juan (Carlos Reygadas), un poeta i propietari del lloc. Encara que estan casats, porten una relació oberta, on l'esposa manté relacions sexuals amb un nord-americà nouvingut al lloc. Del no-res, Juan comença a sospitar que la seva esposa no sols busca sexe amb el desconegut, i desencadena conflictes personals. Una de les primeres escenes és un grup de nens jugant en el llot i més endavant un grup d'adolescents conversant i fent entremaliadures. Ester és l'encarregada d'entrenar i mantenir els toros, demostrant la seva habilitat als convidats. Per a intentar demostrar la seva força, Juan intenta també domar als toros, només causant fallar i caure en vergonya, d'igual manera amb la seva relació que pensava controlar però ara se li escapa de les mans.

## Repartiment
- Carlos Reygadas com Juan.
- Natalia López com Esther.[1]
- Phil Burgers com Phil.[5]
- Rut Reygadas
- Maria Hagerman
- Eleazar Reygadas
- Yago Martínez

## Producció
El rodatge del cinquè llargmetratge del director mexicà es va estendre a tres anys, el càsting per a protagonista no va deixar satisfet al director, així que va assumir el paper protagonista en portar dues setmanes d'enregistraments. D'igual forma, el paper de la segona protagonista va ser assumit per l'esposa de Reygadas, després d'una audició a 300 actrius professionals i aficionades. Reygadas va afirmar que el guió era de més de 150 pàgines, sent la primera cort de més de quatre hores de durada, al final la cinta té una durada de 2 hores i 23 minuts. Va ser projectada en el Festival de Venècia de 2018 el 5 de setembre, al costat de Roma d'Alfonso Cuarón. Se estrenó en salas de cine en México el 28 de septiembre de 2018.

## Recepció
En una ressenya del British Film Institute el crític Giovanni Marchini Camia ressalta que la pel·lícula «Reygadas realitza proves existencials sobre la capitat humana pel comportament altruista i les correlacions entre l'amor i la possessió», a més va destacar que «l'escena inicial de la cinta és de les més belles que es van projectar en el Festival de Venècia». La revista mexicana CinePremiere va criticar la poca qualitat actoral de López i Reygadas, a més d'esmentar que «els seus diàlegs aspiren al poètic però melodramàtic» i «la narrativa és més clara» que els seus altres treballs. D'altra banda va destacar «la representació d'emocions com la poesia violenta d'un toro, el dolor del protagonista en llàgrimes». El lloc web IndieWire va destacar l'habilitat de Reygadas «per a fer que un acte quotidià se senti com una cosa extraordinària», va descriure la seqüència inicial com a «serena i dona una sensació plaent», també va qualificar de «imatges meravelloses» les escenes de l'Aeroport de la Ciutat de Mèxic i dels toros corrent.